# أغنيس أوينز
أغنيس أوينز (بالإنجليزية: Agnes Owens)‏ (1926 - 13 أكتوبر 2014)؛ كاتِبة وروائية بريطانية.